# Departamento de Educación del Estado Libre Asociado de Puerto Rico
El Departamento de Educación de Puerto Rico (llamada anteriormente Departamento de Instrucción Pública del Estado Libre Asociado de Puerto Rico) es el departamento ejecutivo del gobierno de Puerto Rico responsable de las escuelas públicas, el sistema educativo y el currículo en la isla. El departamento es equivalente del Departamento de Educación de los Estados Unidos y es uno de los dos estados con solo un distrito escolar. Es la agencia más grande de la rama ejecutiva de Puerto Rico con un presupuesto anual superior a 3.5 $ billones USD y con más de 72 000 empleados, incluyendo 41 000 maestros(as). Es el sexto distrito escolar más grande de los Estados Unidos con más de 276 000 estudiantes y de 851 escuelas.

## Descripción
El Departamento de Educación de Puerto Rico es parte del Gobierno de Puerto Rico y fue fundado el 12 de abril de 1900 y tiene su sede en San Juan, Puerto Rico en la Urb. Industrial Tres Monjitas, Hato Rey, Puerto Rico 00917. La educación infantil es obligatoria. El Early Head Start y el Head Start no son obligatorios. La educación Preescolar no es obligatoria. A partir de los cinco años, es decir, desde el Kindergarten es obligatoria. Las escuelas en Puerto Rico inician las clases en agosto después de las vacaciones de verano. Un año escolar dura dos semestres: el primero, de agosto a diciembre y el segundo, de enero a mayo. Las escuelas ofrecen actividades extracurriculares como estar en una banda musical, en una orquesta o coro, en clubs, bailes, asambleas, en obras teatrales y deportes. En todas las escuelas de Puerto Rico es obligatorio llevar uniformes escolares.

## Historia

### Introducción
La educación puede definirse como un proceso de transmisión cultural que se da de una generación a otra. En las sociedades primitivas se efectúa a través de la convivencia, no de la escolaridad. A medida que las sociedades se hacen más complejas, junto al proceso educativo informal, se organizan de forma deliberada lo que modernamente conocemos como escuelas y universidades. Aunque desde el 1948 Puerto Rico tomó las riendas de la educación formal, la evolución de ésta siempre ha estado matizada por los cuatro siglos de coloniaje bajo España y por Estados Unidos desde el 1898. En la actualidad se discuten alternativas a la educación. Existen escuelas, universidades, seminarios, colegios, institutos técnicos y formas y espacios alternos de educación.

### Primeros pasos bajo España
Bajo el régimen español, la educación estaba mayormente a cargo de la Iglesia Católica. Así, una de las primeras escuelas fue fundada hacia el 1512 por el Obispo Alonso Manso, como parte de la Iglesia Catedral. La segunda la fundó Fray Antón de Montesino en el Convento de los Frailes Dominicos para el 1529 luego, el Convento de San Francisco en 1642. 
A lo largo de los siglos siglo XVII y siglo XVIII se establecieron diversas escuelas en varios lugares de la Isla. La escolaridad, esto es, el nivel de estudios aprobados de la población en general, sin embargo, era muy baja. El mariscal Alejandro O`Reilly, funcionario del gobierno español, al abandonar la Isla en 1765 informa: En toda la isla no hay más que dos escuelas de niños, que fuera de Puerto-Rico como se conocía la isleta de San Juan y la villa de San Germán pocos saben leer. Aunque este juicio fue cuestionado en los siglos siguientes, no deja de reflejar el estado de baja escolaridad en la Isla. En 1770, bajo la administración de Miguel de Muesas, comenzó el intento por establecer la escuela pública primaria gratuita, pero no fue la norma y la población que asistía a las escuelas era muy limitada. Hubo ejemplos de esfuerzos privados como los del Maestro Rafael Cordero y su hermana Celestina, por crear escuelas para niños y niñas de pocos recursos. 
El currículo y la orientación de la enseñanza hasta fines del siglo XVIII se asemejaban a los prevalecientes en España y el resto de Hispanoamérica: la educación religiosa absorbía buena parte de las clases. El resto se dedicaba a la enseñanza de la lectura, la escritura y algunas nociones de aritmética; los estudios humanísticos eran superficiales y los de carácter científico prácticamente inexistentes. La enseñanza se basaba en la memorización y no se promovía el espíritu crítico. La revolución educativa y el desarrollo de la escuela pública, que surgieron en el mundo occidental con la Ilustración, las nuevas corrientes liberales y el desarrollo de los estados nacionales para fines del siglo XVIII y principios del siglo XIX, llegaron con atraso a Puerto Rico. 
En 1832 abrió en San Juan el Colegio Seminario Conciliar, donde por primera vez se ofrecen cursos de Ciencias además de los acostumbrados de Gramática latina, Teología, Moral, Derecho canónico y civil. Los egresados del Seminario podían continuar estudios universitarios en España e Hispanoamérica. En 1873, durante la breve Primera República Española, se fundó también en San Juan el Instituto Civil de Segunda Enseñanza, bajo la dirección de José Julián Acosta. Al caer la República en 1874, el Instituto cerró por considerarse demasiado liberal, pero reabrió sus puertas en 1882. A partir de 1890 el Instituto recibió fondos públicos. En 1880 se fundó el Colegio de las Madres del Sagrado Corazón, institución que impartiría enseñanza primaria y secundaria a las niñas de las familias pudientes de la Isla. 
En el siglo XIX, entre los criollos nace un gran interés por la educación. Este grupo comienza a exigir la fundación de una universidad. Así lo evidencian las peticiones los cabildos realizan a Ramón Power en las Instrucciones de 1810. A partir de la segunda mitad del siglo XIX, se agudiza la necesidad de establecer una institución de nivel universitario, pero estointentos fracasaron. A pesar de que hubo apoyo financiero, el gobierno español se negó por razones políticas: evitar que España pierda el control de Puerto Rico. como pasó con el resto de colonias durante las guerras de independencia en América. 
En 1887 se llegó a un compromiso: los estudiantes puertorriqueños se matriculaban en la Universidad de La Habana, pero estudiaban en San Juan en el Ateneo Puertorriqueño con profesores de aquella universidad. Luego, viajaban a Cuba para examinarse. Los costos de trasladar a los profesores a San Juan fueron más altos que los recursos disponibles y al cabo de dos años se terminó este arreglo. El siglo terminó sin que se lograra el deseo de una universidad. La preocupación por la educación también se dio en las autoridades coloniales. Este interés se manifestó en varios decretos orgánicos. El de 1880, el cual rigió hasta el final de la dominación española, organizaba el sistema de primera enseñanza tanto público como privado, bajo la supervisión del gobernador. Se proclamó la asistencia a la escuela como obligatoria para los niños entre los seis y nueve años. Sin embargo, esta reglamentación era más aparente que real, pues la escasez de escuelas, sobre todo en la zona rural, hacía la asistencia a clases casi imposible. 
Posteriormente, en 1891, se establecieron en San Juan dos escuelas normales, una para varones y otra para mujeres, en las que se preparaban los maestros y maestras de las escuelas primarias. La situación del sistema escolar en 1898 se puede resumir en palabras del estudio del Consejo Superior de Enseñanza en 1958: “Al terminar la dominación española había en Puerto Rico 380 escuelas elementales para varones, 138 para hembras, 26 escuelas de enseñanza secundaria y una escuela de adultos. Había un total de 545 escuelas para una población escolar de 44 861. El analfabetismo alcanzaba entre 79 y 85 % de la población total de la isla”. Para esa fecha había 810 394 habitantes, de los cuales 268 639 eran niños. Por tanto sólo el 16.7 % asistía a la escuela.

### Régimen estadounidense
En 1898 Puerto Rico pasa de manos españolas a estadounidenses. En 1899, el gobierno militar clausura las escuelas normales y el Instituto Civil de Segunda Enseñanza. Mediante una serie de decretos del gobierno militar, intentan organizar la educación pública en la Isla al estilo de los sistemas existentes en Estados Unidos. La primera ley orgánica bajo el nuevo régimen, la Ley Foraker en 1900, creó el Departamento de Instrucción Pública y el cargo de Comisionado de Instrucción. El nuevo régimen utilizó el sistema de educación pública como parte del programa de americanización. En 1901, con el nombramiento del Dr. Martín Brumbaugh como Comisionado de Instrucción, se inician las bases del sistema educativo actual. Aunque tanto la organización del sistema escolar como el currículo, los propósitos y los recursos han tenido diversas alteraciones, las características que el Dr. Martín Brumbaugh y sus sucesores le imprimieron al sistema se han mantenido en muchos de sus aspectos fundamentales.
El sistema educativo puertorriqueño se diseñó de acuerdo con las siguientes tendencias:
1. La escuela pública se independizó totalmente de la tutela esclesiástica, según los principios de separación de la Iglesia y el Estado instituido por la Constitución de Estados Unidos.
2. Tanto la escuela primaria como secundaria se abrieron a todas las clases socioeconómicas y se eliminó cualquier discriminación por sexo.
3. Se organizó el sistema educativo conforme a los lineamientos del que regía en Estados Unidos.
4. Se desarrolló un sistema administrativo con una centralización casi absoluta. Durante los primeros años de la administración estadounidense, el comisionado de Instrucción no sólo dirigía las escuelas públicas sino que presidía simultáneamente la Universidad de Puerto Rico y la Junta de Síndicos.
5. Se concibió la escuela como un instrumento para identificar culturalmente a la población puertorriqueña con la nación estadounidense. La enseñanza del idioma inglés no solamente adquirió una importancia especial dentro del currículo, sino que se procuró convertirlo en el vehículo lingüístico de toda la enseñanza.
Esta última decisión suscitó una polémica en el país. Desde 1912 la Asociación de Maestros de Puerto Rico se declaró a favor de la enseñanza de las diversas asignaturas en español. Esta polémica continuó hasta el 1949, cuando bajo la incumbencia de Don Mariano Villaronga se adopta el español como idioma oficial de enseñanza. Los primeros comisionados nombrados por el presidente de Estados Unidos eran estadounidenses. A partir de 1921 se comienza a nombra comisionados puertorriqueños, entre ellos, a Juan B. Huyke a José Padín y a José M. Gallardo. En su primera etapa el objetivo principal del sistema era lograr hacer llegar la educación a la mayor parte de la población. Este intento se vio limitado por los pocos recursos económicos asignados a la educación, de modo que aunque aumentó el porcentaje de asistencia de los estudiantes aun así el número de niños de bajos recursos que podía asistir a la escuela era muy limitado.

### Autonomía a través del Estado Libre Asociado
Con el primer gobernador electo en 1948, Luis Muñoz Marín, Puerto Rico logra tener mayor control sobre el desarrollo del sistema de instrucción pública y de educación superior. En la década de los 50 bajo la dirección de Mariano Villaronga, el Departamento de Instrucción Pública dirigió sus esfuerzos principalmente a que todos los niños de edad escolar de nivel elemental asistieran a la escuela. En esta década se implanta el plan de expansión de las facilidades educativas y se logra matricular el 54 % de la población de edad escolar el 93 % entre las edades de 6 a 12 años, el 85 % entre las edades de 13 a 15 años y el 50 % entre las edades de 16 a 18 años. Para 1954 se incorporó a todos los niños de seis años a estudiar en primer grado. Este aumento acelerado, sin los recursos docentes correspondientes, llevó a la necesidad de enfocar en la calidad de la educación que recibían los estudiantes ante las transformaciones del país. Se declaró entonces la década del 60 como la Década de la Educación. En esta década, bajo el liderato del Dr. Ángel G. Quintero Alfaro, Subsecretario del Departamento de Instrucción de 1961-1964 y Secretario del 1965-1968, se desarrolló un innovador programa de escuelas ejemplares. El objetivo fue crear modelos escolares para impartir una educación de mayor calidad a una población numerosa. En 1968, tras un cambio de gobierno, se detuvo el proceso de innovación y experimentación y se regresó a la estrategia de fortalecer el modelo tradicional de enseñanza. En las décadas de los setenta y los ochenta las reformas se dirigieron mayormente a atender la estructura administrativa y los procesos de toma de decisiones. Al surgir el bipartidismo en el control del poder, la nómina del Departamento creció y este fenómeno impidió mejorar el sistema de educación masiva. Como se ha explicado anteriormente, estos procesos han estado centralizados en el Secretario, quien tradicionalmente responde al partido en el poder. Una excepción a la corriente de atención prioritaria a la estructura administrativa fueron los esfuerzos, que en los setenta y la segunda mitad de los ochenta, se dirigieron a la revisión total del currículo. De nuevo, cambios en los secretarios trajeron variaciones en la política educativa. En 1990, se aprueba la Ley 68 de Reforma Educativa, la cual presentaba una filosofía educativa y recomendaciones para que decisiones que se tomaban en el nivel central del sistema se decidieran en las escuelas. Con esta nueva ley cambia el nombre del Departamento de Instrucción Pública a Departamento de Educación. También se crea el Consejo General de Educación con el fin de evaluar, licenciar y acreditar tanto las escuelas públicas como las privadas. En 1993 y luego en 1999, se enmienda la Ley 68 para crear las escuelas de la comunidad, como estrategia para descentralizar el sistema. Sin embargo, hasta el día de hoy el sistema sigue altamente centralizado y con graves problemas de eficiencia y equidad.

## Grados académicos
| PREESCOLAR              |                  |
| Early Head Start        | 3 meses a 3 años |
| Head Start              | 3-4 años         |
| Preescolar              | 4-5 años         |
| PRIMARIO                |                  |
| Kindergarten            | 5-6 años         |
| Primer grado            | 6-7 años         |
| Segundo grado           | 7-8 años         |
| Tercer grado            | 8-9 años         |
| Cuarto grado            | 9-10 años        |
| Quinto grado            | 10-11 años       |
| SECUNDARIO              |                  |
| Sexto grado             | 11-12 años       |
| Séptimo grado           | 12-13 años       |
| Octavo grado            | 13-14 años       |
| SUPERIOR                |                  |
| Noveno grado            | 14-15 años       |
| Décimo grado            | 15-16 años       |
| Undécimo grado          | 16-17 años       |
| Duodécimo grado         | 17-18 años       |
| UNIVERSIDAD             |                  |
| Educación universitaria | 18-22 años       |
| Maestría                |                  |
| Doctorado               |                  |

## Universidades

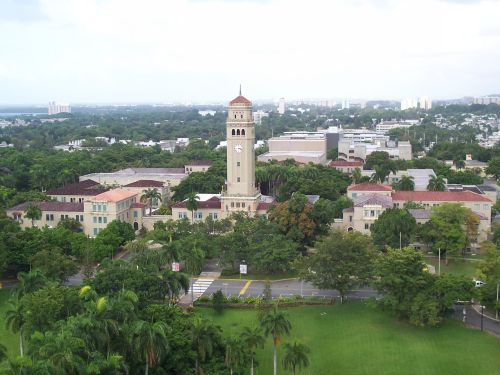
La Universidad de Puerto Rico, Recinto de Río Piedras y su torre.

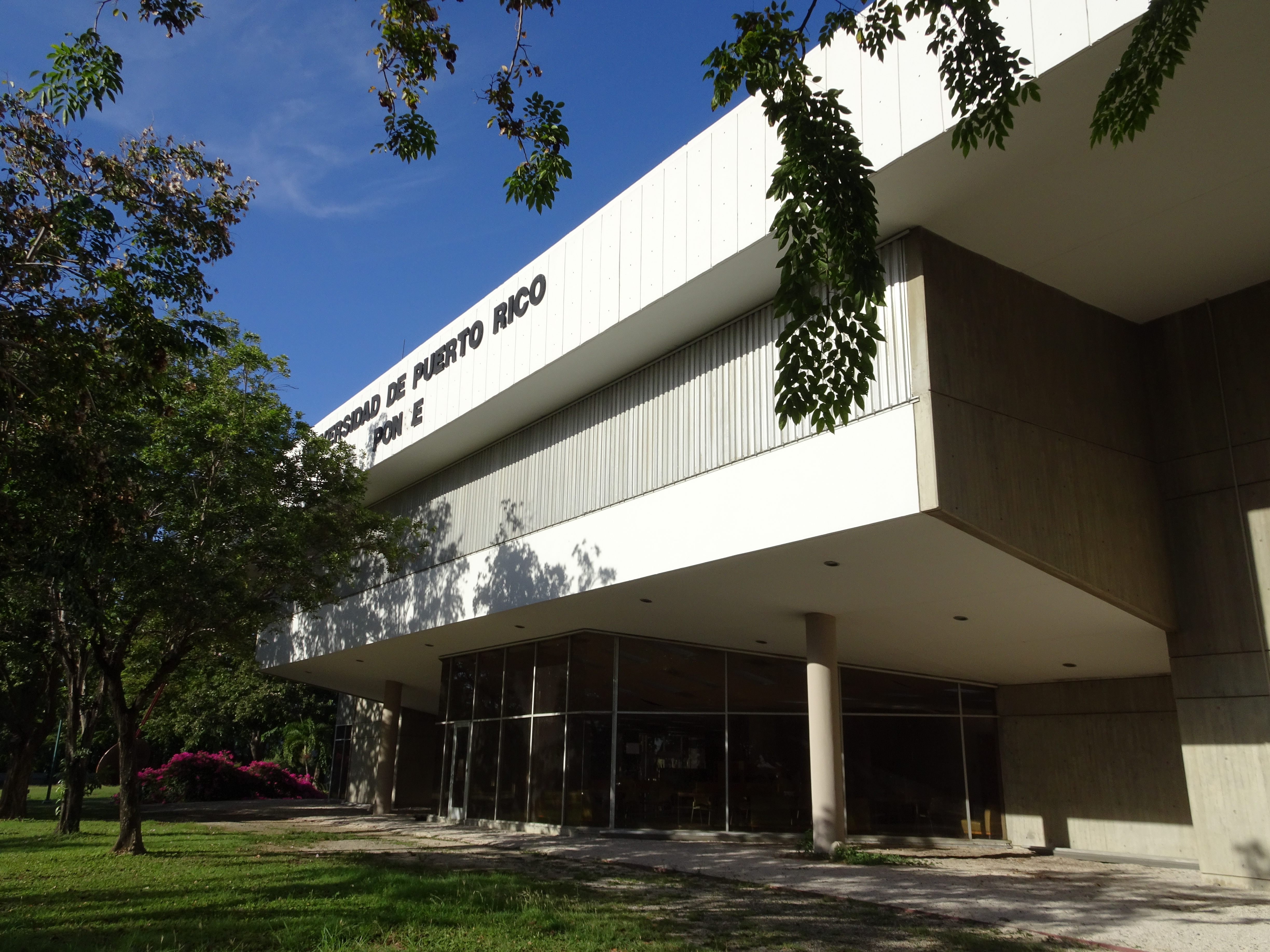
Edificio principal de la Universidad de Puerto Rico en Ponce.

En el ámbito universitario, en 1903, se funda la Universidad de Puerto Rico, ésta surge al trasladar a Río Piedras la Escuela Normal, que había sido creada en el 1900 para la preparación de maestros en el pueblo de Fajardo. En 1903, se aprobó una legislación para convertirla en un centro universitario. Poco después se organizaron otros colegios como el Colegio de Agricultura, fundado en 1905, que en 1911 se trasladó a Mayagüez y se transformó en la cuna del Recinto Universitario de Mayagüez. Sin embargo, no fue hasta cinco décadas más tarde que se crearon los colegios regionales y la Escuela de Medicina mediante la Ley de 1966. La primera institución privada de educación postsecundaria en este periodo se fundó en 1912. En esa fecha, la Escuela de Artes y Oficios fundada en Lajas seis años antes, se trasladó a San Germán y se convirtió en el Instituto Politécnico de Puerto Rico y en 1921 comienza a ofrecer estudios universitarios, hoy es la Universidad Interamericana. La expansión de la universidad privada surge mucho más tarde, después de la Segunda Guerra Mundial. En 1942, se aprueba una nueva Ley Universitaria que ofrece mayor autonomía a la UPR, la misma reestructura y crea nuevas facultades en el Recinto de Río Piedras. Se crean también nuevos programas para servir al sector público: Trabajo Social, Administración Pública, Centro de Investigaciones Sociales, todos con una política de desarrollo guiada por el gobierno del recién electo Partido Popular Democrático. A partir de los años sesenta el sistema se ha ampliado, tanto en el sector público como privado. La ley de 1966 de la Universidad de Puerto Rico creó un nuevo Recinto, el de Ciencias Médicas. En el mismo se agrupó a las escuelas de Medicina, Odontología, Farmacia y otras dependencias relacionadas con los estudios y carreras en el campo de la salud. La Ley reconoce como Colegios Universitarios autónomos al Colegio de Cayey y de Humacao. También creó la Administración de Colegios Regionales, la cual contaba con seis colegios: Aguadilla, Arecibo, Bayamón, Carolina, Ponce y Utuado. Los colegios se crearon con el objetivo de ofrecer carreras cortas para la preparación de técnicos y profesionales requeridos para la sociedad industrial moderna. Con el tiempo, sin embargo, la mayor parte de estos colegios se han transformado en colegios con planes de estudios de cuatro años, similares a las carreras que se ofrecen en Mayagüez y Río Piedras. Actualmente todas las unidades se han constituido en Recintos, con participación paritaria en las decisiones del sistema. Esta transformación ha originado una prolongada controversia, que se mantiene todavía, entre los partidarios de conservar los colegios regionales como una alternativa diferente orientada a las carreras tecnológicas de duración comparativamente breve, y aquellos que los conciben como instituciones semejantes a los recintos tradicionales. Tras esta polémica existe un debate mayor, que gira en torno de los propósitos y metas de la Universidad de Puerto Rico. La ley que rige la Universidad de Puerto Rico fue aprobada en enero de 1966 y enmendada en 1993. La misma establece que la Universidad de Puerto Rico consistirá de un conjunto de dependencias de recintos y colegios autónomos bajo la dirección de un rector o director, respectivamente. La autoridad máxima la ejerce el presidente, responsable de la coordinación y dirección general de la Universidad. El presidente comparte ambas tareas con la Junta Universitaria, un organismo deliberativo en el que tienen representación delegados de las diferentes unidades, tanto docentes como estudiantiles, así como los rectores y representantes de la presidencia. Las diferentes unidades cuentan con organismos análogos, las juntas administrativas y los senados académicos. Sus funciones son parecidas a la de la Junta Universitaria, y persiguen dar participación en la gestión administrativa a todos los integrantes de la comunidad universitaria. En 1993, al enmendarse la Ley del 1966, se creó la Junta de Síndicos como la instancia más alta en la Universidad de Puerto Rico. Se otorgó al Consejo de Educación Superior la tarea de licenciar y acreditar las instituciones universitarias, tanto públicas como privadas. Las enmiendas también eliminaron la Administración de Colegios Regionales y concedieron autonomía a los diversos colegios. Así, actualmente la Universidad de Puerto Rico comprende los siguientes Recintos: Río Piedras, Mayagüez, Ciencias Médicas, Cayey, Humacao, Aguadilla, Arecibo, Bayamón, Carolina, Ponce y Utuado. La Universidad de Puerto Rico en los años 2000 al 2005 no ha tenido grandes cambios en la oferta académica. Se ha podido observar, sin embargo, una reducción relativa en los programas de grado asociado, ejemplo de este fenómeno es que desde el 2002 no se aprueba ningún nuevo programa de grado asociado en la UPR. En el área de bachillerato ha seguido desarrollando programas en los campos académicos profesionales de mayor demanda, que según las proyecciones del 2010, serán en ocupaciones relacionadas con Administración de Empresas, Biología y otras Ciencias básicas relacionadas con la Salud, Educación, Ingeniería y Psicología. Durante los últimos diez años en la UPR, el mayor número de programas nuevos aprobados, fue en el nivel graduado. La creciente dedicación a la investigación, en particular en sus tres recintos principales, refleja el movimiento hacia su inserción en el desarrollo de la nueva economía del conocimiento, en que la investigación y el desarrollo juegan un papel determinante. La coyuntura actual de establecer las bases para el desarrollo de una economía fundamentada en el conocimiento y la innovación plantea retos críticos a la educación superior, en particular a la UPR, la Universidad del Estado.

## Maestros y Profesores
Todas las personas que quieran ser maestros deben cumplir con varios requisitos del nuevo proyecto de la reforma educativa. Cada aspirante a maestro debe corroborar su certificado a través de un programa de pedagogía. Los métodos utilizados para la certificación pueden ser los tradicionales. Los cuales se refieren a estudios formales como los de bachillerato en artes o ciencias. Con algunos “cursos generales de pedagogía, educación profesional“. Son 180 horas de práctica para la certificación en un área de enfoque y un semestre internado en una escuela o enseñando en una escuela. Completar una maestría y un programa de maestro practicante. También, algún programa de certificación.
Al completar estos requisitos previos:
1. Los maestros tomarán un examen estándar de pedagogía. En relación con el contenido: Materias comprendidas y grados de dificultad de dicho examen deben ser comparables con la práctica de otras jurisdicciones. Deben procurar alcanzar los niveles más elevados de calidad educativa.
2. El departamento deberá coordinar con las distintas instituciones educativas. Tienen como objetivo preparar maestros. Que los distintos ofrecimientos académicos reflejen e integren los cambios necesarios.
3. De igual manera, para que los maestros puedan adaptarse a los requerimientos del mundo moderno. También para que puedan preparar a los estudiantes para que lleguen a ser un factor de cambio y motor de la economía y desarrollo cultural de la Isla.
Para poder ser maestro en Puerto Rico, al menos en el sistema de educación pública, el aspirante tiene que tener una Certificación de Maestro. De acuerdo a la Ley Número 94 del 21 de junio de 1955. De acuerdo con esta ley, el secretario aplicará un reglamento. Mediante el cual, se establecerán los requisitos académicos, técnicos, vocacionales, de especialidades y de experiencia profesional relacionados con esta profesión. Deberán ser cumplidos por los aspirantes para poder ejercer su profesión en los distintos niveles de maestros en el sistema de educación pública. El reglamento establece los distintos requerimientos. También establecerá todo el procedimiento para el reclutamiento de los diferentes aspirantes. Dichos reglamentos tendrán que ser revisados cada tres años para poder ser actualizados en consideración a las necesidades del Sistema de Educación Pública. La certificación que debe tener cada aspirante debe ser completada a través de los programas de preparación pedagógica. Bien sea por el programa alterno o bien por el tradicional. En cada Región educativa, el proceso de reclutamiento será llevado a cabo a través del registro de elegibles y este registro se utilizará únicamente cuando queden plazas disponibles. La posición de los aspirantes dentro del registro de elegibles será dada por un sistema de puntos.
Adicionalmente de los requisitos solicitados por el reglamento, se deberá tomar en cuenta lo siguiente para el proceso de reclutamiento.
1. La puntuación de cada uno de los aspirantes obtenida en el PCMAS.
2. Capacitación académica que poseael aspirante.
3. El índice académico de cada aspirante.
4. Años de experiencia en la rama de cada aspirante.
5. Si el aspirante es veterano de guerra.
6. De existir alguna discapacidad en el aspirante.
7. El sitio de residencia del aspirante.
8. El departamento y las instituciones educativas deben coordinar la revisión del currículo de la preparación de los maestros. Así, se asegura que se integren y reflejen todos aquellos cambios que sean necesarios para que los maestros puedan adaptarse al mundo moderno y a sus cambios constantes.